# Akkur, Tirumakudal Narsipur
Akkur là một làng thuộc tehsil Tirumakudal Narsipur, huyện Mysore, bang Karnataka, Ấn Độ.